# Frente País Solidario
Il Frente País Solidario (FREPASO) fu una confederazione di partiti politici dell'Argentina costituita nel 1994 dal Frente Grande, il partito PAIS, la Unidad Socialista formata dai partiti Socialista Popular e Socialista Democrático, e il Partido Demócrata Cristiano. Si sciolse dopo la crisi politica del dicembre del 2001. Molti membri dell'alleanza hanno costituito, insieme a dissidenti di sinistra del PJ, il Fronte per la Vittoria.